# المساوة في التلقيح
تمنح المساواة في اللقاحات الجميع فرصة متساوية للحصول على اللقاحات في حين تقلل المساواة في اللقاح من خطر مقاومة اللقاح.
هنالك أسباب متعددة لعدم المساواة في اللقاحات، ولكن الثروة عامل رئيسي.
يضر عدم المساواة بالاقتصاد العالمي، وسلاسل التوريد الحدود، وحتى المناطق ذات معدلات التطعيم المرتفعة جدًا، وتعتمد على المناطق ذات معدلات التطعيم المنخفضة للسلع والخدمات.

## العوامل
يتمتع الأثرياء بفرص أفضل للحصول على اللقاحات من الفقراء. داخل البلدان، هناك معدلات أقل من التطعيم في مجموعات الأقليات العرقية والوثنية، في المناطق الريفية، وفي كبار السن، وبين أولئك الذين يعانون من إعاقات أو حالات مزمنة، وفي المجتمعات الريفية. لدى بعض البلدان برامج لمعالجة عدم المساواة هذا. يمكن للعوامل السياسية والاقتصادية والاجتماعية والدبلوماسية أن تحد من توافر اللقاح في بعض البلدان.
تمثل الصعوبات اللوجستية عقبة. وتحتاج المناخات الحارة، والمناطق النائية، والبيئات منخفضة الموارد إلى لقاحات رخيصة وسهلة الاستخدام. غالبًا، لا تختبر اللقاحات لمعرفة؛ هل كان بإمكانها البقاء على قيد الحياة خارج الثلاجة أو تناولها في دفعه واحدة؟، إذ إن ذلك ليس في المصالح المالية للشركة المصنعة. غالبًا، لا تعطى اللقاحات الرخيصة بسبب نقص تمويل البنية الأساسية.
تضع منظمة أطباء بلا حدود (م س ف) خمسة عوائق رئيسية أمام عدالة اللقاحات:
- أسعار اللقاحات: اللقاحات الجديدة باهظة الثمن، وحاصلة على براءة اختراع.
- الحصول على لقاحات للأطفال مكلف، ويزداد صعوبة في مناطق الصراع والكوارث الطبيعية.
- زيارة  العيادة خمس مرات في السنة الأولى من عمر الطفل: غالبًا، ما تكون صعبة جدًا، بالنسبة للأشخاص في المناطق النائية مع العديد من الأطفال، قد يكون الوصول إلى العيادة أكثر تكلفة وصعوبة.
- حفظ اللقاحات باردة:  شاهد سلسلة التبريد.
- التقدم في السن: غالبًا ما يضطر الأطفال الذين لا يتطعمون في الموعد المحدد إلى دفع ثمن لقاحاتهم.  يمكن أن يعني الاضطراب الناجم عن الكوارث الطبيعية أو النزاعات أن أجيالًا بأكملها تمر دون حماية.

### الملكية الفكرية
يسبب قانون الملكية الفكرية مشكلات في اقتصاديات اللقاحات.  تعمل الملكية الفكرية حاليًا من خلال منح الاحتكارات الصيدلانية عقودًا طويلة. تمنح اقتصاديات القوة الاحتكارية المحتكر حافزًا ماليًا قويًا لاستخدام التسعير القائم على القيمة وتحديد الأسعار التي لا يستطيع كثير من العملاء المحتملين في أغلب الأحيان تحملها (إستراتيجية التسعير تفرض رسومًا على ما سيتحمله السوق، على النقيض من التكلفة الزائدة التقليدية، يتقاضى  تكلفة الإنتاج، إضافةً إلى هوامش السعر).
يحاول التمييز في الأسعار أن يفرض على كل شخص الحد الأقصى الذي يرغب في دفعه، ويفرض على كل مشترٍ أكثر مما سيتم تحصيله في سوق تنافسية بالكامل.  ليس لدى محتكر اللقاح أي حافز للسماح للأثرياء بالفعل بدعم الفقراء. قد يدعي محتكرو المنتجات الطبية أن الأسعار المرتفعة المفروضة على الأغنياء تدعم الأسعار المنخفضة المفروضة على الفقراء بينما في الواقع يتم تحميل كليهما إلى حد كبير على التقديرات المستقلة لتكلفة الإنتاج (مثلًا، اختبار كارتيرج هو اختبار  للكوفيد19، وجينيكسبيرت هو اختبار للسل، ولقاح المكورات الرئوية).
انتقدت منظمة العفو الدولية، ومنظمة أوكس فام الدولية، ومنظمة أطباء بلا حدود (م س ف؛ أطباء بلا حدود) دعم الحكومة لبعض احتكارات اللقاحات، على أساس أن الاحتكارات ترفع الأسعار كثيرًا، وتضر بالمساواة في اللقاحات. في أثناء جائحة كوفيد 19، كانت هناك دعوات لتعليق الملكية الفكرية المتعلق بكوفيد، باستخدام التنازل عن اتفاقية تريبس. حصل التنازل على دعم من معظم البلدان، ولكن معارضة من داخل الاتحاد الأوروبي (خاصة ألمانيا)، والمملكة المتحدة، والنرويج، وسويسرا، من بين دول أخرى.

## كوفيد 19
كان عدم المساواة في اللقاحات مصدر قلق كبير في جائحة كوفيد 19، إذ حُجزَت معظم اللقاحات من قبل البلدان الغنية، متضمنة اللقاحات المصنعة في البلدان النامية. عالميًا، كانت المشكلة هي التوزيع؛ التزويد مناسب. ليست كل البلدان تملك القدرة على إنتاج اللقاح. في البلدان منخفضة الدخل، ظلت معدلات التطعيم مدة طويلة تقريبًا صفر، وسبب هذا المرض والوفاة.
في سبتمبر 2021، كان من المقدر أن يصنع العالم ما يكفي من اللقاحات لتلقيح كل شخص على هذا الكوكب بحلول يناير 2022، وتخزين اللقاحات، والجرعات المعززة، ونقص التمويل للبنية التحتية للتحصين، وأشكال أخرى من عدم المساواة؛ تعني أنه من المتوقع أنه ستظل العديد من البلدان تعاني من نقص التطعيم.
في الرابع من أغسطس2021، دعت الأمم المتحدة إلى وقف الجرعات المعززة في البلدان ذات الدخل المرتفع، لتلقح البلدان منخفضة الدخل. كررت منظمة الصحة العالمية هذه الانتقادات للجرعات المعززة في الثامن عشر، قائلة: «نخطط لتوزيع سترات نجاة إضافية للأشخاص الذين لديهم سترات نجاة بالفعل بينما نترك الآخرين يغرقون دون سترة نجاة واحدة»، ودعمت اليونيسف حملة «تبرع بالجرعات الآن».